# テンソル積
数学におけるテンソル積（テンソルせき、英: tensor product）は、線型代数学で多重線型性を扱うための線型化を担う概念で、既知のベクトル空間・加群など様々な対象から新たな対象を作り出す操作の一つである。そのようないずれの対象に関しても、テンソル積は最も自由な双線型乗法である。
原型はハスラー・ホイットニーによる1938年の論文"Tensor products of Abelian groups."が初出である。
共通の体 K 上の二つの ベクトル空間 V, W のテンソル積 V ⊗K W（基礎の体 K が明らかな時には V ⊗ W とも書く）はふたたびベクトル空間を成す。ベクトル空間のテンソル積を繰り返して得られるテンソル空間は物理的なテンソルを数学的に定式化する。テンソル空間に種々の積を入れてさまざまな多重線型代数・クリフォード代数が定式化されるが、その基本となる演算がテンソル積である。

## 定義

### 基底を用いた定義
共通の体 F 上のベクトル空間 V, W に対して、V の基底 B = {ξ1, ξ2, …, ξn} および W の基底 B′ = {η1, η2, …, ηm} をとるとき、これらの直積 B × B′ が生成する nm-次元の自由ベクトル空間
{\displaystyle V\otimes _{F}W(=V\otimes W):=\operatorname {span} _{F}((\xi _{i},\eta _{j})\mid 1\leq i\leq n,1\leq j\leq m)}
を V と W との F 上のテンソル積と呼ぶ。V ⊗ W の元としての順序対 (ξi, ηj) は記号 "⊗" を用いて ξi ⊗ ηj と書くことにすれば、V × W の任意の元は適当な有限個のスカラー cij を用いて
{\displaystyle \sum _{i,j}c_{ij}(\xi _{i}\otimes \eta _{j})}
の形の有限和に表される。これにより、任意のベクトル v ∈ V および w ∈ W のテンソル積 v ⊗ w が定義できる。実際、基底ベクトル ξ ∈ V と η ∈ W のテンソル積 ξ ⊗ η ∈ V ⊗ W は与えられているから、任意のベクトルの積はこれを双線型な仕方で拡張して得られる。すなわち
{\displaystyle v=\sum _{i}a_{i}\xi _{i},\quad w=\sum _{j}b_{j}\eta _{j}}
に対して、これらのテンソル積は
{\displaystyle v\otimes w:=\sum _{i,j}a_{i}b_{j}(\xi _{i}\otimes \eta _{j})}
と定められる。ベクトルのテンソル積は以下の性質を満たす: ベクトル v, v′, v″ ∈ V および w, w′, w″ ∈ W とスカラー λ ∈ F に対して
すなわち、写像 ⊗: V × W → V ⊗ W; (v, w) ↦ v ⊗ w は F-双線型写像である。これらの性質は、テンソル積がベクトルの和に対して分配的であり、スカラー倍に対して結合的であるように捉えることができる（これらが「積」と呼ぶ由縁である）。
ベクトルのテンソル積は一般には可換でない。実際、V ≠ W のとき v ∈ V, w ∈ W に対して、それらのテンソル積は v ⊗ w ∈ V ⊗ W および w ⊗ v ∈ W ⊗ V で属する空間自体が異なる。また V = W のときでも v ⊗ w と w ⊗ v は一般には異なる。

### 商としての定義
一般に、体 K 上のベクトル空間 V, W が与えられたとき、それらのテンソル積 U = V ⊗ W は、デカルト積 V × W の生成する K-上の自由線型空間 F(V × W) の、
{\displaystyle {\begin{aligned}&(v_{1},w)+(v_{2},w)\sim (v_{1}+v_{2},w)\\&(v,w_{1})+(v,w_{2})\sim (v,w_{1}+w_{2})\\&c(v,w)\sim (cv,w)\sim (v,cw)\end{aligned}}\quad (v,v_{1},v_{2}\in V;\;w,w_{1},w_{2}\in W;\;c\in K)}
で与えられる同値関係 ∼ による商として定義することができる。これは F(V × W) における演算から誘導される演算によりベクトル空間を成す。言葉を変えれば、テンソル積空間 V ⊗ W は上記の同値関係に関する零ベクトルの属する同値類を N とするときの商線型空間 F(V × W)/N である。より具体的に書けば、部分空間 N は 適当な v1, v2 ∈ V, w1, w2 ∈ W, c ∈ K を用いて
- (v1, w1) + (v2, w1) − (v1 + v2, w1),
- (v1, w1) + (v1, w2) − (v1, w1 + w2),
- c(v1, w1) − (cv1, w1), c(v1, w1) − (v1,  cw1)

の何れかの形に書ける F(V × W) の元全体から生成される。商を取れば N の元は零ベクトルに写されるから、v ⊗ w := (v, w) mod N と書けば、この場合もやはり
{\displaystyle {\begin{aligned}&(v_{1}\otimes w_{1})+(v_{2}\otimes w_{1})=(v_{1}+v_{2})\otimes w_{1},\\&(v_{1}\otimes w_{1})+(v_{1}\otimes w_{2})=v_{1}\otimes (w_{1}+w_{2}),\\&c(v_{1}\otimes w_{1})=(cv_{1})\otimes w_{1}=v_{1}\otimes (cw_{1})\end{aligned}}}
が満足されることがわかる。

### 記法について
テンソル積空間 V ⊗ W の元はしばしばテンソルと呼ばれる（ただし、テンソルという用語はこれと関連のあるさまざまな概念に対しても用いられる）。v ∈ V と w ∈ W に対し、(v, w) の属する同値類を v ⊗ w と書いて v と w のテンソル積と呼ぶ。物理学や工学では、記号 "⊗" を二項積（直積）に対して用いるが、得られる二項積 v ⊗ w は同値類としての v ⊗ w を表現する標準的な方法の一つである。V ⊗ W の元のうち v ⊗ w の形に書けるものは、基本テンソルあるいは単純テンソルと呼ばれる。一般に、テンソル積空間の元は単純テンソルだけでなく、それらの有限線型結合も含まれる。例えば、v1, v2 が線型独立かつ w1, w2 が線型独立のとき v1 ⊗ w1 + v2 ⊗ w2 は単純テンソルに書くことはできない。テンソル積空間の元に対し、それを書き表すのに必要な単純テンソルの数を、テンソルの階数という（テンソルの次数と混同してはならない）。線型写像や行列を (1,1)-型テンソルと看做したときの、テンソルの階数は行列の階数の概念に一致する。

## 普遍性

テンソル積の普遍性を表す可換図式

テンソル積は普遍性を用いて定義することもできる。この文脈では、テンソル積は同型を除いて一意的に定義される。ベクトル空間のテンソル積は以下の普遍性を満たす:
テンソル積の普遍性
双線型写像 φ: V × W → V ⊗ W が存在して、任意のベクトル空間 Z と双線型写像 h: V × W → Z が与えられるとき、h =  ∘ φ を満足する線型写像 : V ⊗ W → Z が一意に存在する。
この意味において、φ は V × W から作られる最も一般の双線型写像になっている。特に、これにより（一意的に定義される）テンソル積を持つ任意の空間の集まりが対称モノイド圏の例となることが導かれる。テンソル積の一意性は、上記の性質を満たす任意の双線型写像 φ′: V × W → V ⊗′ W に対し、同型写像 k: V ⊗ W → V ⊗′ W が存在して φ′ = k ∘ φ を満足することを言う。
この特徴付けを用いるとテンソル積に関する主張を簡明に示すことができる。例えば、テンソル積が対称であること、すなわち自然同型
{\displaystyle V\otimes W\cong W\otimes V}
が存在すること。左辺から右辺への写像を構成するには、普遍性により、適当な双線型写像 V × W → W ⊗ V を与えることが十分である。ここでは、(v, w) を w ⊗ v に写す写像を与えればよい。反対方向の写像も同様に定義して、それら二つの線型写像 V ⊗ W → W ⊗ V と W ⊗ V → V ⊗ W が互いに他方の逆写像となっていることを確認して証明は完成する。
同様にしてテンソル積の結合性、すなわち自然同型
{\displaystyle V_{1}\otimes (V_{2}\otimes V_{3})\cong (V_{1}\otimes V_{2})\otimes V_{3}}
の存在も証明できる。これにより、この互いに同型な空間を、括弧を落として V1 ⊗ V2 ⊗ V3 のようにも書く。

## 線型写像のテンソル積
ベクトル空間の間の線型写像にもテンソル積を定義することができる。具体的に二つの線型写像 S: V → X および T: W → Y が与えられたとき、S と T とのテンソル積 S ⊗ T: V ⊗ W → X ⊗ Y は
{\displaystyle (S\otimes T)(v\otimes w)=S(v)\otimes T(w)}
で与えられる。これによりテンソル積構成はベクトル空間の圏からそれ自身への双函手となり、これは各引数に関してともに共変である。
線型写像 S, T がともに単射、全射または連続ならば、テンソル積 S ⊗ T もそれぞれ単射、全射または連続となる。
現れるベクトル空間にそれぞれ基底をとれば、線型写像 S, T はそれぞれ行列で表現され、さらにテンソル積 S ⊗ T を表現する行列は、S, T を表す行列のクロネッカー積で与えられる。具体的に書けば、線型写像 S および T がそれぞれ行列 A = (aij) および B で表されるとき、S ⊗ T は区分行列
{\displaystyle A\otimes B:=(a_{ij}B)={\begin{pmatrix}a_{11}B&a_{12}B&\dots \\a_{21}B&a_{22}B&\dots \\\vdots &\vdots &\ddots \end{pmatrix}}}
で表される。
より一般に、多重線型写像 f(x1, …, xk), g(x1, …, xm) に対して、それらのテンソル積は
{\displaystyle (f\otimes g)(x_{1},\dots ,x_{k+m})=f(x_{1},\dots ,x_{k})g(x_{k+1},\dots ,x_{k+m})}
なる多重線型写像として与えられる。

## 双対空間との関係
また、K 上のベクトル空間 V から W への K-線型写像の全体 L(V, W) は双対空間 V* を用いれば
{\displaystyle V^{*}\otimes W\to L(V,W);\;(f,w)\mapsto f(\bullet )w}
なる線型同型によってテンソル積で書き表せる。もっと一般に、n 個のベクトル空間 W1, …, Wn のテンソル積はこれらの双対空間からの n 重線型形式の空間 L(W ∗
1 , …, W ∗
n ; K) とのあいだに同型
{\displaystyle W_{1}\otimes \cdots \otimes W_{n}\cong L(W_{1}^{*},\ldots ,W_{n}^{*};K)}
を持つことによって特徴付けられる。
V とその双対空間 V* に対して、自然な「評価」写像
{\displaystyle V\otimes V^{*}\to K}
が単純テンソルの上では
{\displaystyle v\otimes f\mapsto f(v)}
を満たすものとして普遍性により定義される。他方 V が「有限次元」ならば逆向きの写像（余評価写像）
{\displaystyle K\to V\otimes V^{*};\;\lambda \mapsto \sum _{i}\lambda v_{i}\otimes v_{i}^{*}}
が存在する。ただし、{v1, …, vn} は V の基底、{v ∗
i } はその双対基底である。この評価写像と余評価写像との間に成り立つ関係は無限次元ベクトル空間をその基底に言及することなく特徴づけることができる（コンパクト閉圏の項を参照）。

## テンソル積と Hom の随伴性
ベクトル空間 U, V, W に対して、テンソル積と全線型変換の空間とは
{\displaystyle \operatorname {Hom} (U\otimes V,W)\cong \operatorname {Hom} (U,\operatorname {Hom} (V,W))}
で表される関係を持つ。ここに Hom(-, -) は線型変換全体の成す空間である。これは随伴対の例であり、テンソル積函手 ⊗ はHom-函手の「左随伴」であると言い表すことができる。

## 種々のテンソル積
- 加群のテンソル積: 可換環 R 上の加群に関してはベクトル空間のテンソル積と同じ形の関係式による商加群として（あるいは同じ形の普遍性により）加群のテンソル積が定義され、ふたたび R-加群となる。R が非可換環の場合には、スカラー倍に関する条件を少し変えて加群の間のテンソル積が定義されるが、それは単なるアーベル群（Z-加群）として得られる。
- 多元環のテンソル積: 単位的可換環 K 上の多元環 A, B に対し、K 上の加群としてのテンソル積には、(α ⊗ β)(α′ ⊗ β′) = (αα′)⊗(ββ′) (∀α, α′ ∈ A, β, β′ ∈ B) となるような乗法が一意的に定義できて K 上の多元環となる。
- 加群の層のテンソル積
- ヒルベルト空間のテンソル積（英語版）
- 位相線型空間のテンソル積（英語版）
- 次数付き線型空間のテンソル積（英語版）
- 二次形式のテンソル積（英語版）
- グラフのテンソル積（英語版）

テンソル積の最も一般の形はモノイド圏におけるモノイド積 (monoidal product) として定式化することができる。

## 応用

### 係数拡大
K 上のベクトル空間 V と、K の拡大体 L をとれば、L を K-ベクトル空間と見てのテンソル積
{\displaystyle V_{L}:=V\otimes _{K}L}
が定義できて、L の作用を
{\displaystyle \lambda (v\otimes \mu ):=v\otimes (\lambda \mu )\quad (v\in V,\,\lambda ,\mu \in L)}
で定めると、VL は L 上のベクトル空間になる。ベクトル空間 VL の L 上の次元は V の K 上の次元に等しい。これは V の K 上の基底 B に対して、集合
{\displaystyle \{b\otimes 1\mid b\in B\}}
が VL の L 上の基底を与えることから分かる。

### 表現のテンソル積
群 G の同じ体上のベクトル空間 Vi における表現
{\displaystyle \rho _{i}\colon G\to GL(V_{i})(i=1,\ldots ,n)}
が与えられたとき
{\displaystyle \rho _{1}(g)v_{1}\otimes \dotsb \otimes \rho _{n}(g)v_{n}\quad (\forall g\in G,\,v_{i}\in V_{i})}
に対してテンソル積の普遍性を適用することにより、表現のテンソル積
{\displaystyle \rho _{1}\otimes \dotsb \otimes \rho _{n}\colon G\to GL(V_{1}\otimes \dotsb \otimes V_{n})}
が誘導される。

### テンソル冪
非負整数 n に対し、ベクトル空間 V の n-次テンソル冪とは V 自身の n-重テンソル積
{\displaystyle V^{\otimes n}{\stackrel {\text{def}}{{}={}}}\underbrace {V\otimes \cdots \otimes V} _{n{\text{ factors}}}}
を言う。n-次テンソル冪を斉 n-次成分に持つ次数付き線型空間 T(V) = ⨁n V⊗n はテンソル積を乗法としてテンソル代数と呼ばれる次数付き代数を成す。

### テンソル空間
非負整数 r, s に対して (r, s)-型テンソル空間
{\displaystyle T_{s}^{r}(V)=V^{\otimes r}\otimes V^{*\otimes s}}
の r, s に関する無限直和（二重次数付き線型空間）としてのテンソル空間において、テンソル積は自然な同型
{\displaystyle T_{q}^{p}(V)\otimes T_{s}^{r}(V)\to T_{q+s}^{p+r}(V)}
の意味で次数付き双線型な乗法を定める。
ベクトル v と線型形式 f に関して、⟨v, f⟩ = f(v) は双線型であるから、テンソル積の普遍性によってテンソルの縮約と呼ばれる線型写像
{\displaystyle T_{q}^{p}(V)\to T_{q-1}^{p-1}(V)}
が一意的に引き起こされる。これは成分でみれば、上下に現れる同じ添字の打ち消しを行うことに等しい。これはまた Tp と Tp との双対性
{\displaystyle T_{p}(V)=(V^{*})^{\otimes p}\cong (V^{\otimes p})^{*}=(T^{p}(V))^{*}}
を導く。

### 対称積・交代積
集合 {1, 2, …, n} の置換 σ は、ベクトル空間 V の n-次デカルト冪に対する写像
{\displaystyle \sigma \colon V^{n}\to V^{n};\;(v_{1},v_{2},\dots ,v_{n})\mapsto \sigma (v_{1},v_{2},\dots ,v_{n})=(v_{\sigma 1},v_{\sigma 2},\dots ,v_{\sigma n})}
を誘導する。n-次デカルト冪から n-次テンソル冪への自然な多重線型埋め込み
{\displaystyle \varphi \colon V^{n}\to V^{\otimes n}}
に対してテンソル積の普遍性を適用すれば、一意的な同型
{\displaystyle \tau _{\sigma }\colon V^{\otimes n}\to V^{\otimes n}{\text{ s.t. }}\varphi \circ \sigma =\tau _{\sigma }\circ \varphi }
が得られる。同型写像 τσ は置換 σ に付随する組み紐写像 (braiding map) または置換作用素と呼ばれる。置換作用素から導かれるテンソル代数 T(V) 上の対称化作用素 Sym および交代化作用素 Alt は、斉次成分 V⊗n 上で
{\displaystyle \operatorname {Sym} _{n}:={\frac {1}{n!}}\sum _{\sigma \in {\mathfrak {S}}_{n}}\tau _{\sigma },\quad \operatorname {Alt} _{n}:={\frac {1}{n!}}\sum _{\sigma \in {\mathfrak {S}}_{n}}\operatorname {sgn}(\sigma )\cdot \tau _{\sigma }}
を満たすものとすれば、k-階テンソル t および k′-階テンソル t′ に対して
{\displaystyle tt'=\operatorname {Sym} _{k+k'}(t\otimes t'),\quad t\wedge t'=\operatorname {Alt} _{k+k'}(t\otimes t')}
と置いたものは、それぞれ対称テンソル空間 S(V) および反対称テンソル空間 A(V) 上の双線型な乗法を与え、それぞれ対称（テンソル）積、交代（テンソル）積と呼ばれる（交代積は外積あるいはグラスマン積とも呼ばれる）。

## 注